# Iosifalău, Timiș
Iosifalău (germană Josefsdorf, maghiară Újjózseffalva) este un sat în comuna Topolovățu Mare din județul Timiș, Banat, România.

## Localizare
Localitatea se situează la 37 km de Timișoara și 23 km de Lugoj, pe drumul național DN6 care leagă cele două municipii timișene. Are ca vecini Topolovățu Mare la vest, Ictar-Budinț la sud și Chizătău la est.

## Istorie
Iosifalău a fost înființat în 1882 de coloniștii germani (șvabi bănățeni). Pe la 1900 mulți dintre aceștia au emigrat în America, în special în statul Dakota de Nord. Comunitatea germană s-a diminuat ulterior, datorită războiului, apoi a deportărilor, pentru a ajunge aproape complet dispărută datorită emigrarărilor în Germania, atât din perioada comunistă dar și de după 1990, când s-au strămutat acolo și ultimii germani rămași.